# كيفن شيلي
كيفن شيلي (بالإنجليزية: Kevin Shelley)‏ هو سياسي أمريكي، ولد في 16 نوفمبر 1955 بسان فرانسيسكو في الولايات المتحدة. حزبياً، نشط في الحزب الديمقراطي. وقد انتخب Secretary of State of California ‏ (6 يناير 2003 – 4 مارس 2005) وانتخب عضو جمعية ولاية كاليفورنيا.